# Glaniopsis multiradiata
Glaniopsis multiradiata és una espècie de peix de la família dels balitòrids i de l'ordre dels cipriniformes.
Els adults poden assolir 6 cm de longitud total. És un peix d'aigua dolça i de clima tropical (22 °C-24 °C). Es troba a Àsia: nord de Borneo.